# Геологія Дніпропетровської області
Значна частина території Дніпропетровської області лежить у межах Українського щита й лише північні райони та крайня східна частина території прилягає до південно-східного борту Дніпровсько-Донецької западини. За геологічними умовами Дніпропетровська область поділяється на два субрегіони: Український кристалічний щит (65 % площі області) та Дніпровсько-Донецька западина (решта 35 %).
У геологічній будові області беруть участь породи архею, протерозою, палеозою, мезозою та кайнозою.
Найбільш древніми породами є нижньоархейскі метаморфічні породи, які представлені різноманітними гнейсами, кварцитами, сланцями та іншими. Серед цих порід найбільш поширені біотит-плагіоклазові гнейси, менш поширені піроксен-амфібол-плагіоклазові гнейси.
До верхнього архею відносяться метаморфізовані осадово-ефузивні породи колишньої конксько-верховцевської серії (амфіболіти, аподіабази, залізисті кварцити, сланці амфібол-біотит-хлорітові, кварц-серицитові, серицитові і інші) і видозмінені вивержені ультраосновні породи (серпентиніти, талькові і актинолітові сланці та ін.). Їхні виходи відомі на річках Базавлук, Базавлучек, Солона, Мокра Сура, Чертомлик, Кам'янка та інші.
До архею відносяться гранітоїдні комплекси: дніпропетровський і сурсько-токівський. Дніпропетровський комплекс — плагіограніти і мігматити. Сурсько-токівський комплекс — граніти, пегматити, полімігматити, діорити, гранодіорити.
Вказані вище породи відслонюються на схилах долин річок Дніпро, Кам'янка, Інгулець та інших, де відомі їх масштабні розробки промисловістю будівельних матеріалів.
Майже скрізь розвинута кора вивітрювання кристалічних порід (жорства, глинисто-слюдиста порода, первинний каолін).
Осадовий чохол у межах області складається переважно породами палеогену, неогену і четвертинної системи, у впадинах залягають відклади бучацької і київської світ еоцену (піски, вуглисті породи, мергелі, прошарки глини).
Більш поширені в межах області піски, глини, рідше вапняки сарматського ярусу.
Четвертинні відклади на території області представлені суглинками, іноді з прошарками похованого ґрунту. В верхній частині четвертинного розрізу переважають лесовидні суглинки, в нижній частині — більш глинисті важкі суглинки, які місцями переходять у глини. У підошві четвертинних відкладів залягають горизонти червоно-бурих глин.